# Pachycrocuta brevirostris

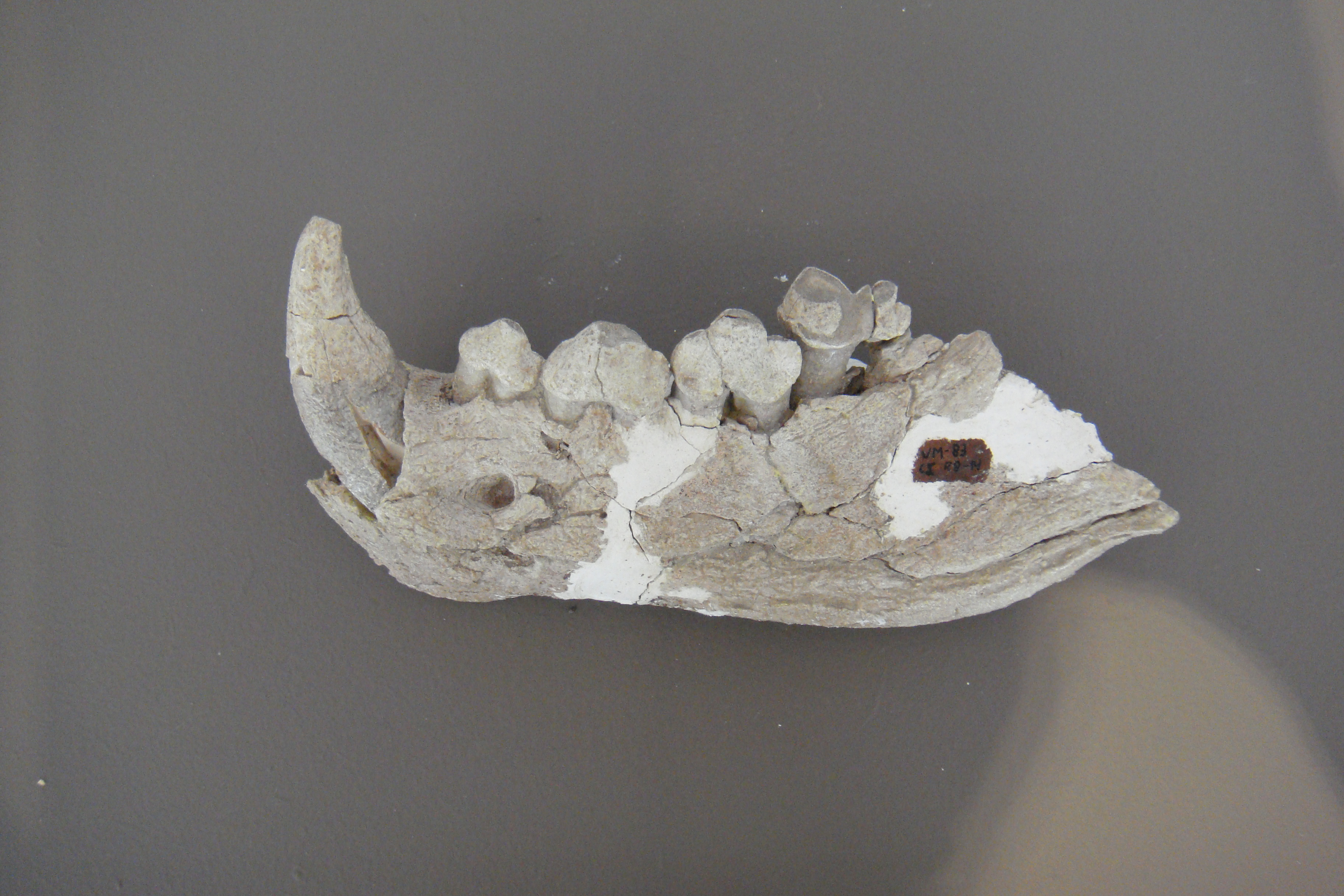
Hemimandíbula de hiena gigante del yacimiento de Venta Micena, Granada (España).

La hiena gigante (Pachycrocuta brevirostris) es una especie extinta, conocida por sus fósiles, de la familia Hyaenidae y del género Pachycrocuta, también extinto, que habitó Europa, Asia y África desde finales del Plioceno hasta la primera mitad del Pleistoceno. Incluyen a los especímenes asiáticos originalmente denominados Pachycrocuta sinensis y a los africanos nombrados como Pachycrocuta bellax.
Su peso rondaba los 140 kg aunque es posible que llegase a los 200  kg y una altura de un metro, mucho mayores que los de las hienas actuales, de unos 90 kg.